# تل بازموسيان
تل بازموسيان هو موقع أثري على الضفة اليمنى من الزاب الصغير في سهل رانيا (محافظة السليمانية، العراق). تم التنقيب في الموقع بين عامي 1956 و 1958 من قبل علماء الآثار العراقيين كجزء من عملية إنقاذ لتوثيق البقايا الثقافية التي سوف تغمرها بحيرة دوكان، الخزان الذي تم إنشاؤه بواسطة سد دوكان الذي كان يجري بناؤه في ذلك الوقت. بصرف النظر عن تل بازموسيان، تم حفر أربعة مواقع أخرى خلال هذه العملية: إد دم، كاماريان، قرشينا وتل شمشارة.بازموسيان يعتُبر تل، أو تل مستوطنة، يبلغ محيطه 1500 متر (4900 قدم) وارتفاعه 23 مترًا (75 قدمًا). جنبا إلى جنب مع تل شمشارة، هو واحد من أكبر المواقع الأثرية في سهل رانيا. عندما بدأت أعمال التنقيب، احتلت الجهة الجنوبية الشرقية من التل قرية تأسست فقط في بداية القرن العشرين. الموقع الآن مغمور تحت بحيرة دوكان.
كشفت الحفريات عن 16 طبقات احتلال، تتراوح من ثقافة سامراء (الألفية السادسة قبل الميلاد) حتى القرن التاسع الميلادي. تتكون اكتشافات المستوى الأول من أساسات مجزأة بالحصى وفخار من القرن التاسع الميلادي وطوب اللبن. احتوى المستوى الثاني أيضًا على مواد إسلامية. المستوى الثالث، الذي يرجع تاريخه إلى أواخر الألفية الثانية قبل الميلاد، احتوى على معبد من غرفة واحدة بجدران سميكة من الطوب اللبن. يعود تاريخ الفخار إلى منتصف الألفية الثانية قبل الميلاد. في حفرة خارج هذا المعبد، تم العثور على العديد من شظايا الألواح الطينية. على الرغم من أنها كانت متضررة للغاية بحيث لا يمكن قراءتها، إلا أنه بناءً على التفاصيل الأسلوبية، يمكن تأريخها إلى الفترة الآشورية الوسطى. اكتُشف عن نسخة سابقة من هذا المعبد في المستوى الرابع. في المستوى الخامس، تم العثور على جدران من الطوب اللبن. تحتوي المستويات من السادس إلى السادس عشر على مواد تعود إلى الألفية الثالثة قبل الميلاد، وفترة أوروك وثقافتي سامراء وحلف ولكن لم يتم نشر هذا بعد.